# Hans Georg Heimel
Hans Georg Heimel (* 18. Dezember 1927 in Kassel; † 24. April 2015 in Frankfurt am Main) war ein deutscher Architekt.

## Leben
Heimel studierte zwischen 1948 und 1952 Architektur an der Technischen Hochschule Darmstadt und war zunächst auch in Darmstadt bei Heinrich Bartmann tätig. Später arbeitete er in Düsseldorf für das Büro von Rudolf Wolters und zwischen 1958 und 1961 in Frankfurt am Main für Otto Apel. 1961 machte er sich selbständig. Bekannt wurde Heimel durch seine Kirchenbauten. Später konzentrierte er sich auf den Krankenhausbau. 1999 übergab Heimel das Architekturbüro an seinen Sohn. Am 24. April 2015 verstarb Hans Georg Heimel im Alter von 87 Jahren.

## Werk (Auswahl)
- Krankenhaus Höchst in Frankfurt am Main
- Krankenhaus in Koblenz
- Hotelgebäude Interconti in Frankfurt am Main (Mitarbeit)
- 1961–63 Martin-Luther-Kirche in Langen
- 1968–1970 Gethsemanekirche in Frankfurt am Main (Post-Bauhaus-Ästhetik), inzwischen Kulturdenkmal aufgrund des Hessischen Denkmalschutzgesetzes.[3]
- 1972–1974 Evangelisches Gemeindezentrum in (Rodgau-)Jügesheim (heute Emmaus-Gemeinde).

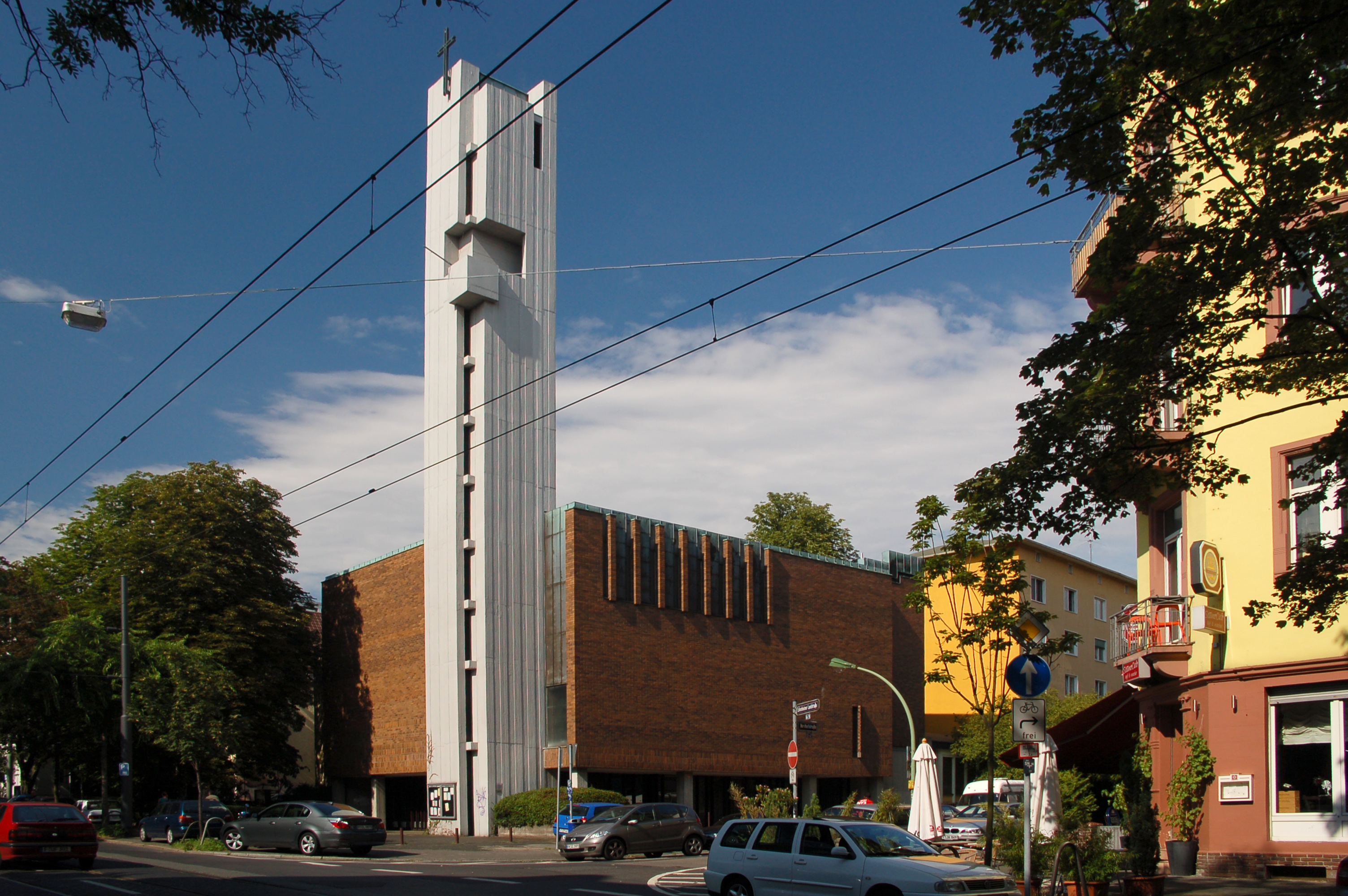
Frankfurt am Main-Nordend, Gethsemanekirche, 1970
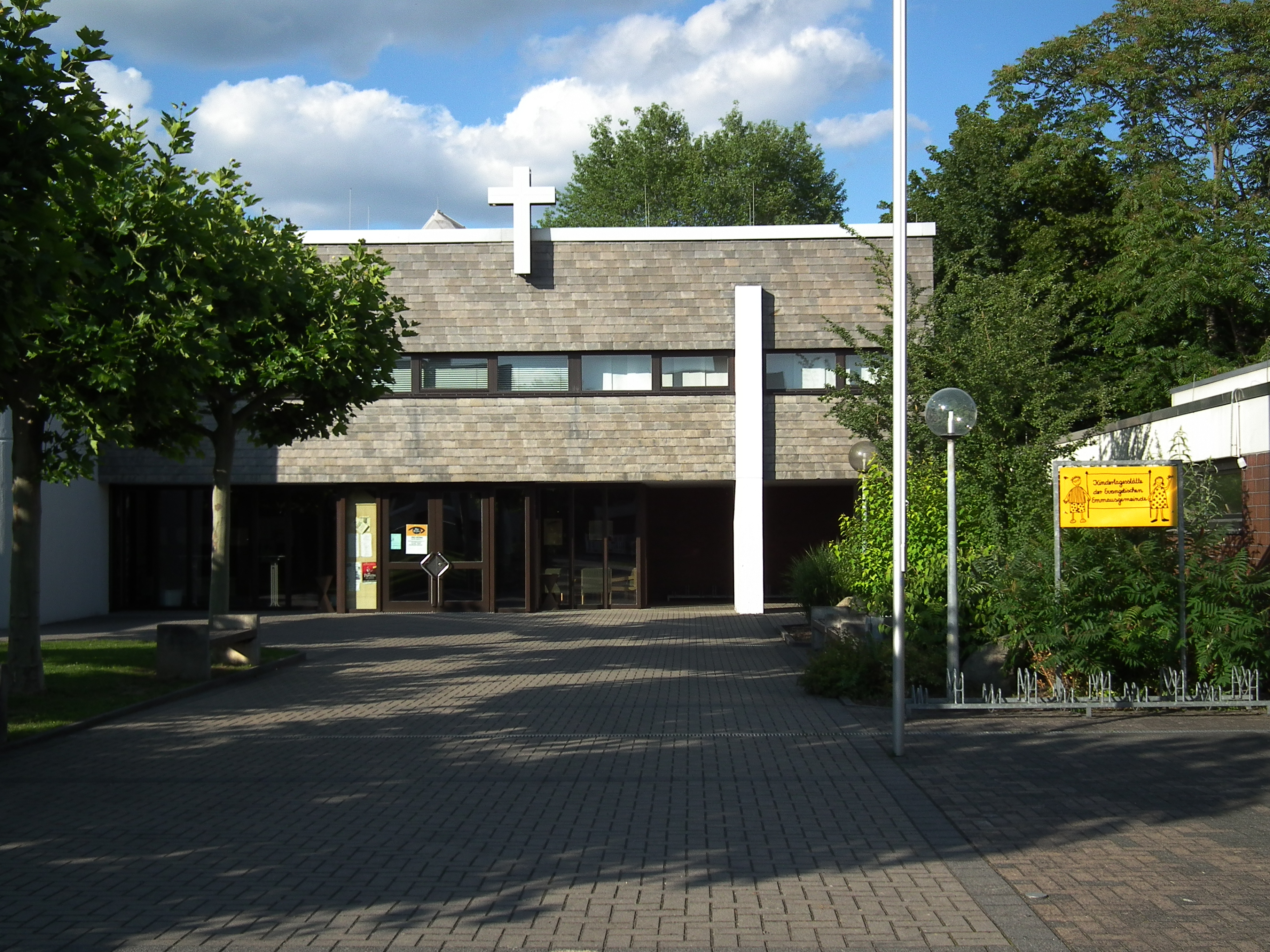
Rodgau-Jügesheim, Evang. Gemeindezentrum, 1974